# Benjamin Joseph Novak
Benjamin Joseph Manaly "B.J." Novak (31 juli 1979) is een Amerikaans acteur, stand-upcomedian en scenarioschrijver. Hij verscheen als Ryan Howard in de NBC-sitcom The Office US en is een van de schrijvers van de met verscheidene Emmy Awards bekroonde serie. Ook speelt hij een rol in Quentin Tarantino's film Inglourious Basterds.

## Filmografie

### Scenarioschrijver
- The Office US
  - Diversity Day (29 maart 2005)
  - Sexual Harassment (27 september 2005)
  - The Fire (1 oktober 2005)
  - Boys and Girls (2 februari 2006)
  - Initiation (19 oktober 2006)
  - Safety Training (12 april 2007)
  - Local Ad (25 oktober 2007)
  - Chair Model (17 april 2008)
  - Prince Family Paper (22 januari 2009)
  - Dream Team (9 april 2009)

### Acteur
- Punk'd (2003) - Field Agent
- The Office US (2005-2013) - Ryan Howard
- Unaccompanied Minors (2006) - Flight Attendant
- Reign Over Me (2007) - Mr. Fallon
- Knocked Up (2007) - Unnamed Doctor
- Inglourious Basterds (2009) - Pfc. Smithson Utivich
- The Smurfs (2011) - Bakkersmurf
- The Dictator (2012)
- Saving Mr. Banks (2013) - Robert Sherman
- The Smurfs 2 (2013) - Bakkersmurf
- The Amazing Spider-Man 2 (2014) - Alistair Smythe
- The Founder (2016) - Harry J. Sonneborn
- Vengeance (2022) - Ben Manalowitz